# Lago di Lamar
Il lago di Lamar è un tipico lago alpino della valle dei Laghi, nel Trentino sud-occidentale, situato a 750/800 metri sul mare. È collocato tra i rilievi settentrionali del monte Soprasasso, che lo separano dalla sottostante valle dell'Adige (alla quale appartiene il bacino idrografico) ad est, e la Paganella che si innalza ad ovest. Per la sua singolare posizione, è ascrivibile dunque sia alla valle dei Laghi, per vicinanza geografica, sia al bacino della val d'Adige.

## Come raggiungerlo

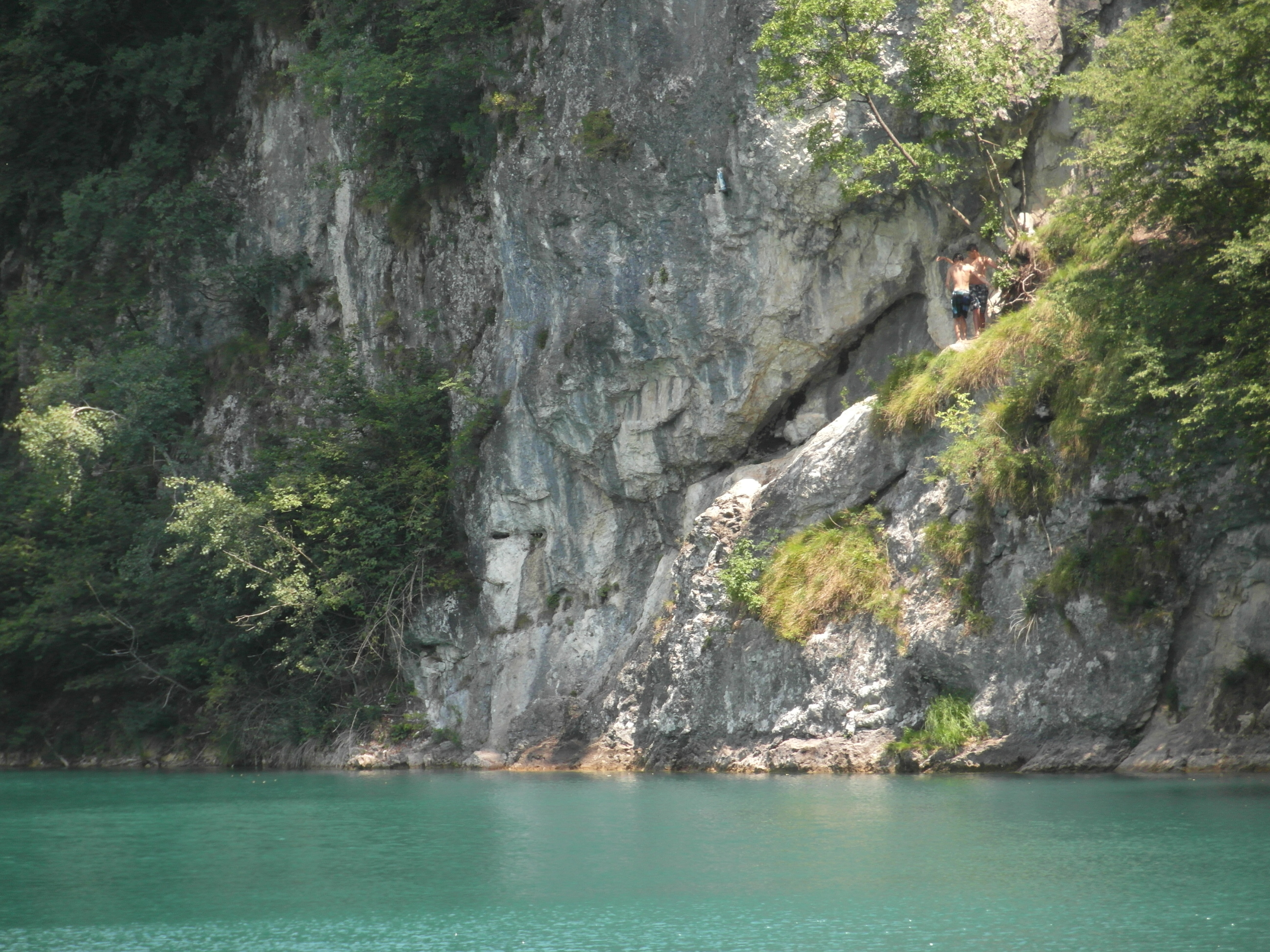
La parete dove è possibile effettuare dei tuffi

Procedendo da Trento lungo la statale della valle dei Laghi (SS45Bis) in direzione Riva del Garda, svoltare dopo Cadine in direzione Terlago e procedere per Monte Terlago oltre il quale si incontrano prima il lago Santo, poi il lago di Lamar.

## Descrizione
Si estende per 45.000 metri quadrati, non ha immissari o emissari importanti ma solo piccoli ruscelli, e, probabilmente, fonti sommerse. Subito nei pressi si trova il lago Santo. È profondo in media circa 4 metri nella parte nord, a sud presenta una zona balneabile con l'acqua profonda circa 1 - 2 metri.
L'ambiente circostante è quello del faggio e dell'abete. Vi è una buona presenza di fauna, la quale è raramente disturbata da un turismo non invasivo.

## Curiosità
Sulla sponda meridionale, a circa trenta metri d'altezza rispetto alla superficie del lago, si apre l'abisso di Lamar, profonda spelonca riconducibile al carsismo che interessa l'intera zona.
Lungo le rive del lago vi sono alcuni punti da cui è possibile tuffarsi in acqua.
Il lago negli ultimi anni è diventato meta gettonata nel mondo della subacquea tecnica-ricreativa, visti i fondali e le conformazioni rocciose di importanza geologica. Il lago è stato di recente scelto come palestra subacquea per la formazione di cave Diver da parte degli istruttori del settore più importanti del mondo. Tuttavia la visibilità è variabile e il più delle volte è scarsa.
Sulla riva occidentale, presso il lido, vi è un bar-pizzeria.